# The Rutles

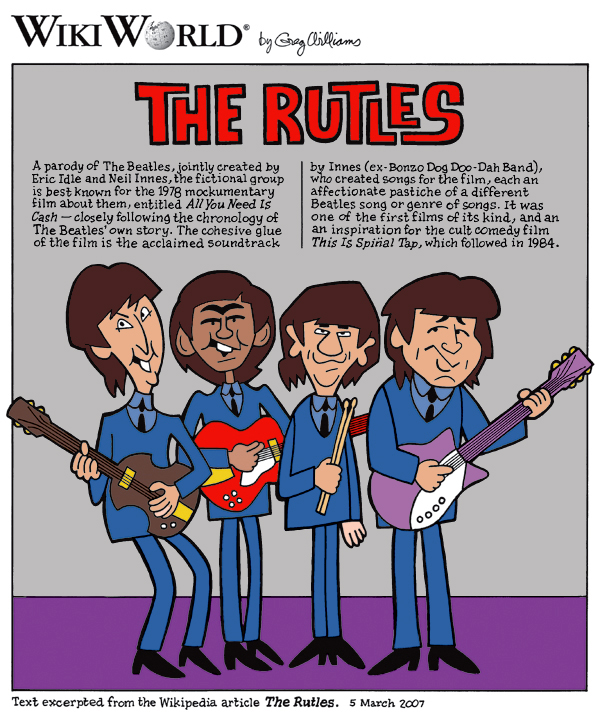
The Rutles

The Rutles ist eine fiktive Band der 1970er Jahre, die die britische Band The Beatles der 1960er Jahre parodiert.

## Geschichte
In den 1970er Jahren erarbeitete der Musiker Neil Innes zusammen mit dem Monty-Python-Star Eric Idle eine Fernseh-Comedyserie unter dem Titel Rutland Weekend Television. Teil dieser BBC-Serie war die fiktive Band The Rutles, eine in der Serie 1975 erstmals gesendete Parodie auf die Beatles. Neil Innes, demgemäß die Idee für The Rutles entstand, nachdem der aufgelösten Band The Beatles eine hohe Summe für eine Wiedervereinigung geboten worden war, komponierte für die fiktive Band Songs, die sehr „Beatle-esque“ klangen. Die Rutles waren so erfolgreich, dass 1978 ein kompletter abendfüllender Fernsehfilm produziert wurde. Dieser, erstmals von NBC am 22. März 1978 zur Primetime ab 21:30 Uhr ausgestrahlte, Film – The Rutles – All You Need Is Cash (Regie: Lorne Michaels und Eric Idle mit Gary Weis) – beschreibt, angelehnt an die Geschichte der Beatles, den Werdegang der Rutles in einer „Mockumentary“. Innes komponierte die Musik für den Film und spielte die Rolle des Ron Nasty bzw. des John Lennon.
Einige beliebte Darsteller komplettierten das Team des Fernsehfilms, u. a. Michael Palin, Gwen Taylor, Terence Bayler sowie die Saturday-Night-Live-Stars Dan Aykroyd, John Belushi, Gilda Radner und Bill Murray. Sogar George Harrison taucht – kaum erkennbar – als Reporter auf. Außerdem konnten für den Film Mick Jagger und Paul Simon (als sie selbst) gewonnen werden. Bianca Jagger spielt Martini, die Ehefrau von Dirk McQuickley, Ron Wood spielt ein Mitglied der Hells Angels, der Performance-Künstler Roger McGough einen Interviewpartner.
1996 gab es eine Reunion der Band, vermutlich aufgrund der Beatles-Reunion 1994, infolgedessen das Album Archaeology als Anspielung auf die durch die Beatles-Reunion entstandene Anthology entstand.
Im Jahr 2002 – 25 Jahre nach All You Need Is Cash – drehte Eric Idle eine Fortsetzung unter dem Titel The Rutles 2 – Can’t Buy Me Lunch. Die Fortsetzung greift überwiegend auf Bildmaterial und nicht verwendete Szenen aus dem Vorläuferfilm zurück. Im Soundtrack finden sich auch Titel aus dem Archaeology-Album.
2010 folgte in Anlehnung an das Beatles-Remix-Album Love und die gleichnamige Show des Cirque du Soleil das Projekt Lunch.

## Mitglieder
- Neil Innes als Ron Nasty (John Lennon)
- Eric Idle als Dirk McQuickley (Paul McCartney)
- Ricky Fataar als Stig O’Hara (George Harrison)
- John Halsey als Barry Wom (Ringo Starr)
- Leppo („fünfter Rutle“)

## Diskografie

### Alben

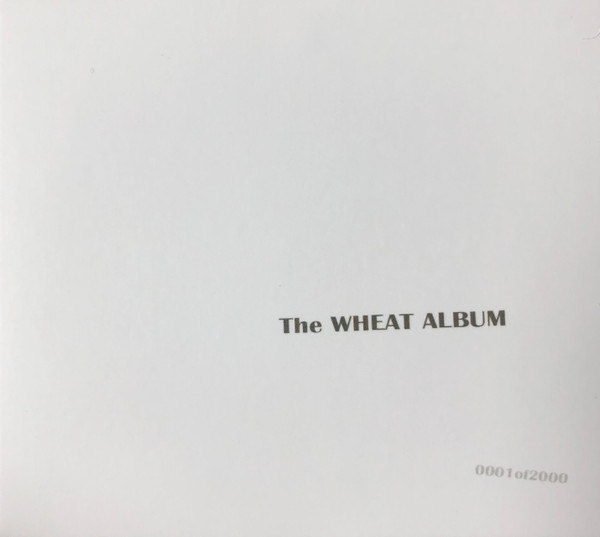
The Wheat Album

- The Rutles (1978)
- Archaeology (1996)
- Live + Raw (2014)
- The Wheat Album (2018)

### Lieder
The Rutles
- Goose-Step Mama – angelehnt an Some Other Guy und Everybody’s Trying to Be My Baby
- Number One – angelehnt an Twist and Shout
- Baby Let Me Be
- Hold My Hand – angelehnt an All My Loving, I Want to Hold Your Hand und She Loves You
- Blue Suede Schubert – angelehnt an Roll Over Beethoven und Boys
- I Must Be in Love – angelehnt an You Won’t See Me
- With a Girl like You – angelehnt an If I Fell
- Between Us – angelehnt an I Need You und And I Love Her
- Living in Hope – angelehnt an Don’t Pass Me By und Act Naturally
- Ouch! – angelehnt an Help!
- It’s Looking Good – angelehnt an I’m Looking Through You und I’ll Cry Instead
- Doubleback Alley – angelehnt an Penny Lane
- Good Times Roll – angelehnt an Lucy in the Sky with Diamonds
- Nevertheless – angelehnt an Love You To und Within You Without You
- Love Life – angelehnt an All You Need Is Love
- Piggy in the Middle – angelehnt an I Am the Walrus
- Another Day – angelehnt an Martha My Dear
- Cheese and Onions – angelehnt an Strawberry Fields Forever und A Day in the Life
- Get Up and Go – angelehnt an Get Back
- Let’s Be Natural – angelehnt an Across the Universe und Dear Prudence

Archaeology
- Major Happy’s Up and Coming once upon a Good Time Band – angelehnt an Sgt. Pepper’s Lonely Hearts Club Band
- Rendezvous – angelehnt an With a Little Help from My Friends
- Questionnaire – angelehnt an The Fool on the Hill
- We’ve Arrived (And to Prove It We're Here) – angelehnt an Back in the USSR und And Your Bird Can Sing Take 2
- Lonely-Phobia – angelehnt an Things We Said Today
- Unfinished Words
- Hey Mister! – angelehnt an I Me Mine und Helter Skelter
- Easy Listening – angelehnt an What Goes On
- Now She’s Left You – angelehnt an I Don’t Want to Spoil the Party
- The Knicker Elastic King – angelehnt an Getting Better
- I Love You – angelehnt an And I Love Her, It’s Only Love und Till There Was You
- Eine Kleine Middle Klasse Musik – angelehnt an You Never Give Me Your Money
- Joe Public – angelehnt an Tomorrow Never Knows und Blue Jay Way
- Shangri-La – angelehnt an A Day in the Life, Penny Lane, Lucy in the Sky with Diamonds, Nowhere Man, Being for the Benefit of Mr. Kite!, Mean Mr. Mustard, All Together Now und Hey Jude
- Don’t Know Why – angelehnt an Free as a Bird und Real Love
- Back In ’64 – angelehnt an When I’m Sixty-Four, Maxwell’s Silver Hammer und Honey Pie

2007 erschien Archaeology in einer erweiterten Ausgabe mit folgenden Bonusstücken:
- Lullaby, ursprünglich auf der japanischen Ausgabe enthalten
- Baby S’il Vous Plait, ursprünglich auf der Single Shangri-La enthalten
- My Little Ukelele, ursprünglich auf der japanischen Ausgabe enthalten
- Under My Skin, ursprünglich auf der japanischen Ausgabe enthalten
- Rut-a-Lot

Auf der Single Shangri-La erschien zusätzlich das Stück It’s Looking Good. Hierbei handelt es sich um ein Outtake aus den Aufnahmen zum ersten Album.